# Naviglio di Cremona
Le naviglio Civico della città di Cremona (dit naviglio di Cremona ou naviglio Civico, ou El Navìli en dialecte de Crémone) est un canal artificiel qui traverse la province de Crémone du nord au sud.
Sa longueur est d’environ 57 km; si on considère le trajet souterrain en zone urbaine (canale Cremonella) et sa prolongation en direction du Pô (Colo Morta), la longueur totale est de plus de 75 km.

## Histoire

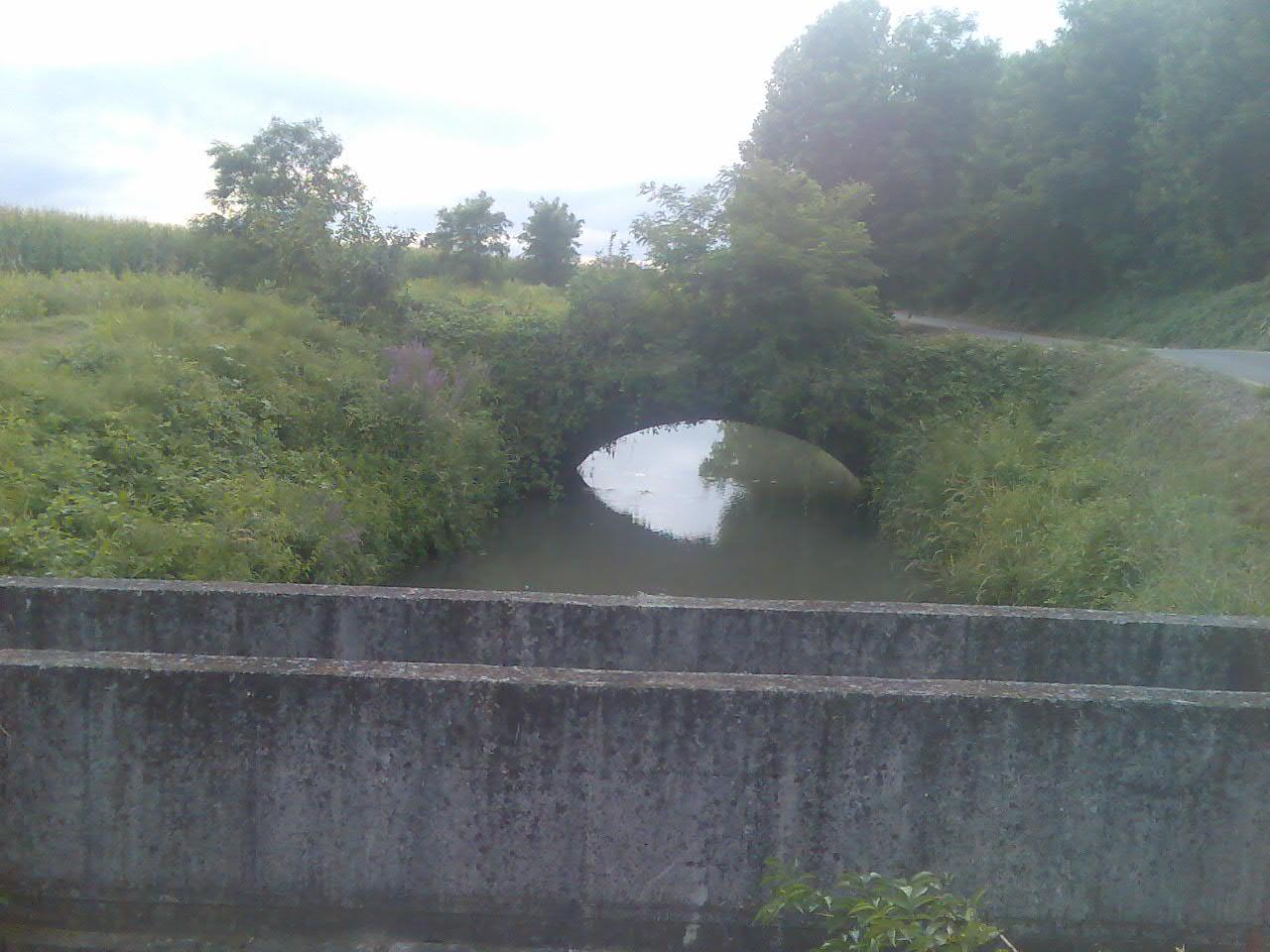
Le naviglio sur la commune de Castelverde. Au premier plan une navazza

La cité de Crémone remonte à l’époque romaine sur les rives d’un petit cours d’eau naturel, noté comme Cremonella. Il s’agissait d’un collecteur qui recueillait, le long de son cours, les eaux de ruissellement des terrains avoisinants encore non assainis, et celles des résurgences, non encore canalisées à l’époque, qui se trouvaient dans la plaine comprise entre Adda et l'Oglio (actuellement appelée la basse plaine Bergamasque.
La Cremonella s’écoulait vers le sud-est jusque dans la cité où elle était canalisée et servait à écouler les eaux de pluie et les eaux usées jusque dans le Pô.
Au cours du temps, avec l’expansion de la cité et le besoin d’eau grandissant, les eaux de la Cremonella ne furent plus suffisantes pour l’approvisionnement des habitants, de l’agriculture et de l’activité artisanale (moulins, tannerie, etc.).
Les travaux de creusement commencèrent en 1337, au frais de la commune, avec l’approbation de Azzon Visconti, duc de Milan. Les eaux sont dérivées du fleuve Oglio en amont de Calcio.
Environ 10 km en aval, près de Fontanella, le naviglio fut élargi pour le rendre plus navigable. Naît ainsi, à l’est, le naviglio della Melotta ou naviglio Nuovo, et à l’ouest, la branche principale dite naviglio Vecchio ou naviglio di Casaletto, baignant Casaletto di Sopra. En aval de Romanengo, à 13 km de la bifurcation, les deux branches se réunissent pour former le naviglio Civico di Cremona proprement dit. Le naviglio rejoint Crémone en passant par les communes de Ticengo, Cumignano sul Naviglio, Genivolta, Casalmorano, Casalbuttano et Ossalengo (sous Castelverde).
Au moment de l’entrée en fonction du naviglio, éclatèrent des conflits avec les pays limitrophes, en particulier avec  Brescia, laquelle n’avait pas accepté l’initiative de Crémone de prélever l’eau de l'Oglio sans une contrepartie adéquate. Ceci aboutit à une entente commune entre les deux parties pour une régulation saisonnière des eaux du naviglio, sans toutefois, pendant plusieurs siècles, apaiser les tensions et trouver une solution.
En 1892 fut réalisé le canale Vacchelli, qui, prélevant une importante quantité d’eau de l'Adda, la reverse dans le naviglio en localité de Tombe Morte, de la commune de Genivolta.

## Hydrographie

### Le cours du Naviglio

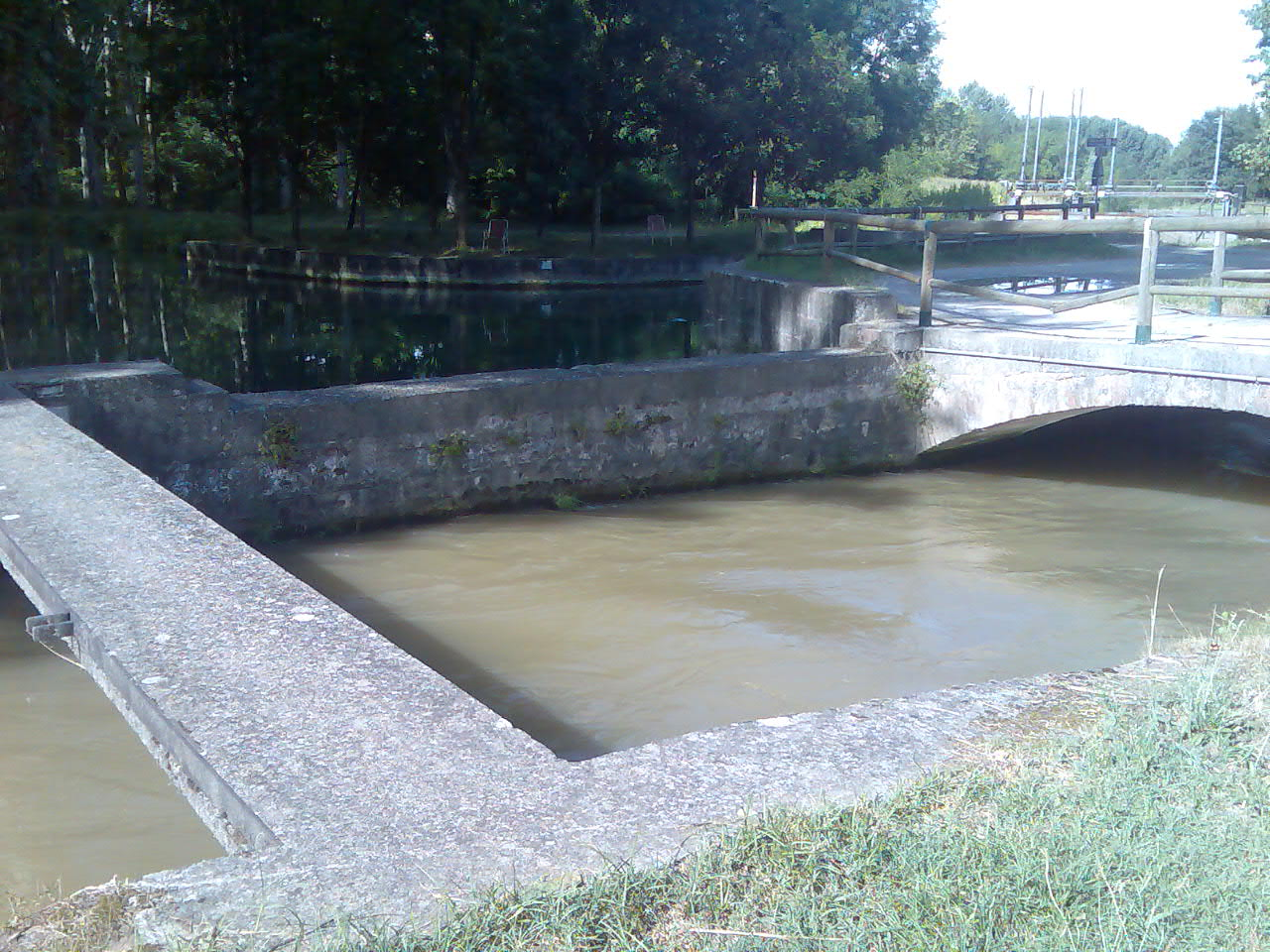
L'antique ouvrage où le naviglio Civico enjambe le naviglio Pallavicino, à Tombe Morte di Genivolta

Le naviglio s’étend de l'Oglio entre Calcio et Cividate al Piano, à une hauteur de 130 mètres.
10 km plus en aval, à Fontanella, le cours de l’eau se divise en deux bras ; à droite le naviglio Civico se dirige vers Casaletto di Sopra, alors que le bras de gauche, appelé naviglio della Melotta, traverse le dit Pianalto de Romanengo dans une gorge creusée à travers ce lambeau de plaine surélevée d’une dizaine de mètres.
Près de la localité de Albera, hameau de la commune de Salvirola, les deux bras se réunissent.

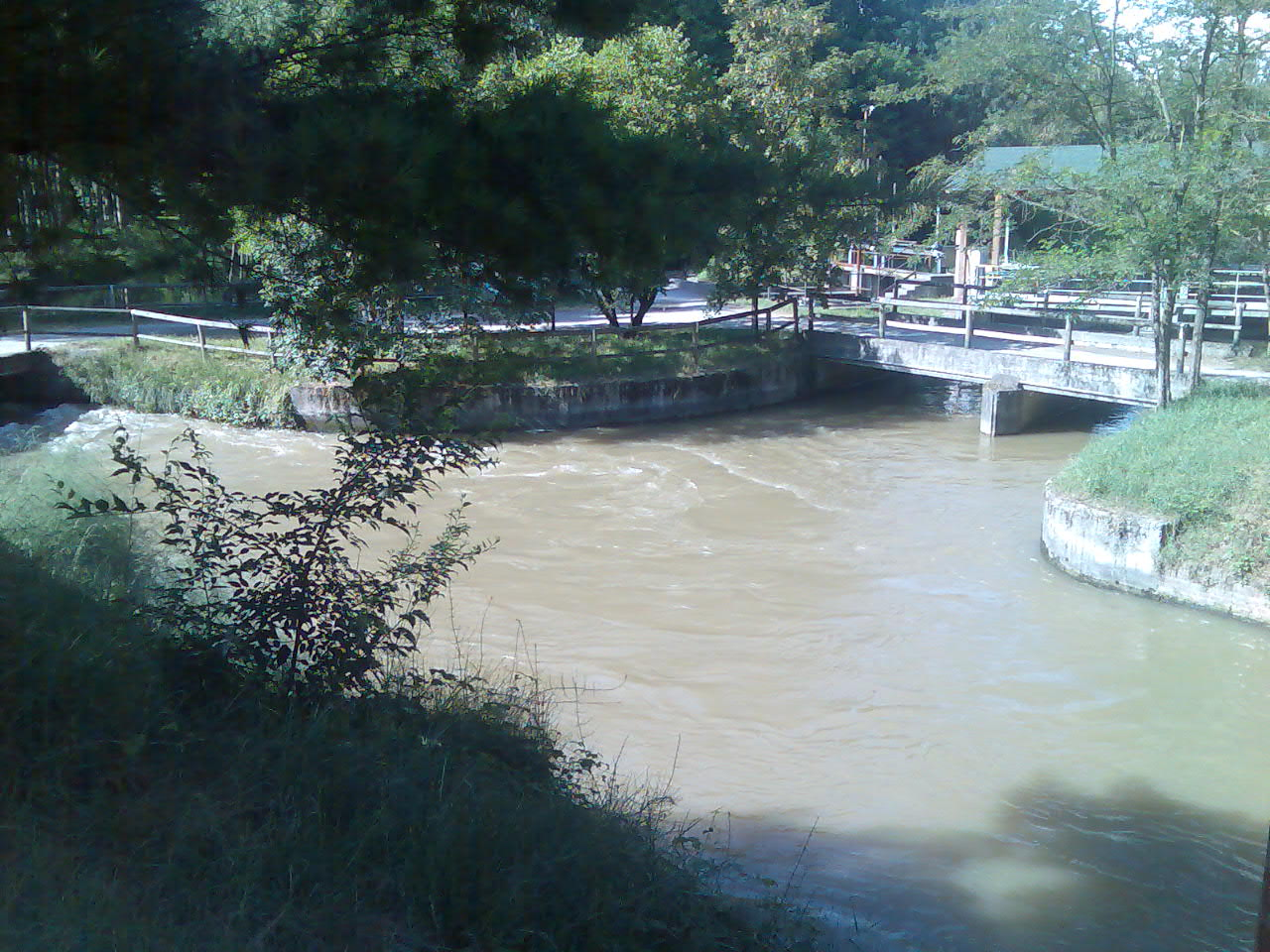
Le naviglio à “Tombe Morte”. En évidence le nouveau scolmatore

Environ 7 km plus bas, en localité Tombe Morte, le naviglio Civico rencontre un autre canal important, le naviglio Pallavicino, qui le “croise” au moyen d’une navazza (système de pont-canal pour qu’un cours d’eau puisse passer au-dessus d’un autre). En ce point, arrive aussi le canale Vacchelli qui distribue ses eaux, par un système de vannes, aux deux navigli.
Du lieu-dit Tombe Morte un collecteur (vaso scolmatore) déverse les eaux dans l'Oglio : actif depuis 1981, sa fonction est de dévier les eaux en cas de crue.
Ensuite, le naviglio de Crémone court parallèlement au naviglio Pallavicino; passe sous la route SS498  et se dirige vers Casalmorano. En proximité du hameau de Mirabello, il croise la Ciria, un autre canal artificiel.
À Casalbuttano il enjambe encore le naviglio Pallavicino au moyen d’une “navazza” sans échange d’eau.
De Casalbuttano, le cours vire vers le sud, traverse le territoire de Castelverde puis entre dans la périphérie de Crémone.

### Les canaux souterrains de Crémone
le naviglio de Crémone proprement dit se termine peu après le pont de la Via San Francesco d'Assisi; là le cours se divise en deux bras.
Le bras gauche porte l’antique nom de Cremonella, court sur 300 m à ciel ouvert, parallèle à la via San Francesco d'Assisi, pour entrer dans la galerie qui traverse la cité suivant le tracé de la via Antico Passeggio, Aselli, Robolotti, Antico Rodano, Milazzo, Bissolati, Cadore. Là le cours se divise en deux : la vieille Cremonella déverse ses eaux dans le Morbasco et le l’autre bras suit le tracé qui était celui des anciens murs méridionaux de la cité jusqu’à la “porta Mosa ».
Le bras droit alimente trois cours d’eau, qui passent sous la piazza Risorgimento qui, un temps à ciel ouvert, ont été couverts pour des besoins urbanistiques.
- Le plus vieux est le Marchesana (ou Marchionis dans l’Antiquité) qui coupe transversalement la cite pour confluer dans le “Cremonella » sous la via Altobello Melone.
- le second est la Fossetta, qui suit le tracé des antiques murailles occidentales de Crémone, pour se jeter aussi dans la Cremonella près de l’église de S. Lucia.
- Le troisième canal, la Fossa Civica, qui constituait le fossé externe des murs nord-orientaux et orientaux de la cité (pratiquement disparus aujourd’hui). Une partie de ses eaux sont déviées dans le Cavo Cerca puis dans le Morbasco.

À la confluence entre la Fossa Civica et la Cremonella naît le Colo Morta qui, passe sous le Cavo Cerca, poursuit en direction sud-est dans un ancien lit du Pô. Après une dizaine de km, il débouche dans le Pô sur la commune de Stagno Lombardo.
Le débit d’eau dérivé de l'Oglio est estimé à 25 m3/s, alors que celui du canale Vacchelli est d’environ 35 m3/s, bien que variant en fonction des dérivations d’irrigation et des saisons.

## Utilisation de l’eau
Depuis l’époque romaine, les canaux servaient également pour les eaux usées et les rives étaient déjà maçonnées pour empêcher la pollution des eaux claires captées dans les puits. Plus tard, il servait pour actionner les nombreux moulins présents et aux nombreux ateliers artisanaux comme les teintureries, les tanneries, les ateliers de cardage de la laine, les verreries et ateliers de céramique.
Aujourd’hui, l’unique fonction du Naviglio est l’approvisionnement hydrique pour l’agriculture de la moyenne Province de Crémone.
Finalement, vers 1970, la commune de Crémone installa un système de ramassage des “eaux noires” et des dépurateurs; ce qui permit l’assainissement de la Cremonella, du Marchionis et de la Fossa Civica.